# Bjorn Willemse
Bjorn Willemse (* 11. Dezember 1983 in Tilburg) ist ein niederländischer Eishockeyspieler, der seit 2011 erneut bei den Tilburg Trappers unter Vertrag steht. Seit 2017 spielt er mit der dritten Mannschaft des Klubs in der Eerste divisie.

## Karriere

### Clubs
Bjorn Willemse begann seine Karriere als Eishockeyspieler bei den Tilburg Trappers in seiner Geburtsstadt, für die er bereits als 16-Jähriger im „Toekomstteam“ in der zweiten niederländischen Liga, der Eerste divisie, spielte. In der Spielzeit 2001/02 debütierte er für die Trappers in der Ehrendivision, wurde daneben aber bis 2003 auch immer noch in der zweiten Mannschaft eingesetzt. Mit den Trappers wurde er 2007 und 2008 niederländischer Meister sowie 2006 und 2008 Pokalsieger. 2008 wechselte er zum Hockey Club Neuilly-sur-Marne in die französische Ligue Magnus, kehrte aber bereits nach sechs Spielen nach Tilburg zurück. Mit Ausnahme der Spielzeit 2010/11, die er bei den Eaters Geleen verbrachte, spielte er seither für seinen Stammverein, mit dem er 2013 erneut Pokalsieger wurde, und in den beiden darauffolgenden Spielzeiten das Double aus Meisterschaft und Pokal erringen konnte. Von 2015 bis 2017 spielte er mit seiner Mannschaft in der deutschen Oberliga Nord, die das Team gleich im ersten Anlauf 2016 und erneut 2017 gewinnen konnte. Anschließend wechselte er in die dritte Mannschaft des Klubs in die Eerste divisie.

### International
Für die Niederlande nahm Willemse an den Spielen der Europa-Division II der U18-Weltmeisterschaft 2000 und der Division III der U18-Weltmeisterschaft 2001 sowie den U20-Weltmeisterschaften 2001 in der Division III und 2002 und 2003 jeweils in der Division II teil.
Bei der Weltmeisterschaft der Division I 2003 debütierte er für die Herren-Nationalmannschaft. Auch bei den Weltmeisterschaften 2004, 2005, 2006, 2007, als er die beste Plus/Minus-Bilanz des Turniers erreichte, 2008, 2009, 2010, 2011 und 2012 stand er für die Niederländer in der Division I auf dem Eis. Zudem vertrat er seine Farben bei den Qualifikationsturnieren für die Olympischen Winterspiele 2006 in Turin, 2010 in Vancouver und 2014 in Sotschi.

### Inline-Skaterhockey
Neben seiner Eishockey-Karriere war Willemse auch im Inline-Skaterhockey aktiv. So spielte er 2013 und 2014 für die Highlander Lüdenscheid in der Inline-Skaterhockey-Bundesliga.

## Erfolge und Auszeichnungen
- 2001 Aufstieg in die Division II bei der U18-Weltmeisterschaft der Division III
- 2001 Aufstieg in die Division II bei der U20-Weltmeisterschaft der Division III
- 2006 Pokalsieger mit den Tilburg Trappers
- 2007 Niederländischer Meister mit den Tilburg Trappers
- 2007 Beste Plus/Minus-Bilanz bei der Weltmeisterschaft der Division I, Gruppe A
- 2008 Niederländischer Meister und Pokalsieger mit den Tilburg Trappers
- 2013 Niederländischer Pokalsieger mit den Tilburg Trappers
- 2014 Niederländischer Meister und Pokalsieger mit den Tilburg Trappers
- 2015 Niederländischer Meister und Pokalsieger mit den Tilburg Trappers
- 2016 Deutscher Oberliga-Meister mit den Tilburg Trappers
- 2017 Deutscher Oberliga-Meister mit den Tilburg Trappers

## Statistik
(Stand: Ende der Spielzeit 2016/17)